# Christmas pudding

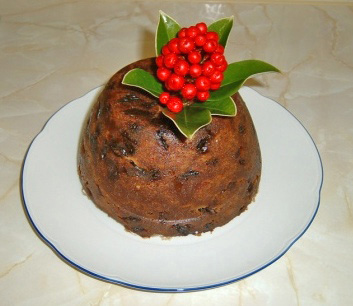
Christmas pudding

Christmas pudding – tradycyjne angielskie danie bożonarodzeniowe, rodzaj puddingu przyrządzanego z łoju i suszonych owoców. 
Potrawa znana jest także pod nazwą plum pudding (dosłownie „pudding śliwkowy”), która może oznaczać też inne rodzaje puddingów z suszonych owoców. Słowo plum (pol. „śliwka”) dawniej oznaczało rodzynki – Christmas pudding nie zawiera śliwek.
Do typowych składników należą łój, cukier brązowy, rodzynki, kandyzowane skórki owoców cytrusowych, bułka tarta, jajka, przyprawy korzenne (cynamon, gałka muszkatołowa i goździki, bądź ziele angielskie) i alkohol (stout, rum, brandy). Niektóre przepisy wykorzystują mąkę, świeże skórki owoców, tartą marchew lub jabłka, czy też migdały. Potrawę gotuje się przez wiele godzin, a następnie poddaje się dojrzewaniu (nawet do roku).
W obecnej formie Christmas pudding znany jest od XIX wieku, choć wywodzi się od XV-wiecznej potrawy zwanej plum pottage, mieszanki krojonego mięsa (wołowiny, baraniny), cebuli, warzyw korzeniowych i suszonych owoców, w postaci zagęszczonej zupy. Z czasem, przed gotowaniem potrawę zaczęto zawijać w specjalną chustę (tzw. pudding cloth), dzięki czemu zyskała konsystencję puddingu (plum pudding), a mięso i warzywa stopniowo zniknęły z przepisów. W XVII wieku potrawę zaczęto utożsamiać z okresem bożonarodzeniowym. Tradycyjnie Christmas puddings miały okrągły kształt, nadawany przez chustę. Obecnie do gotowania wykorzystuje się najczęściej półokrągłą miskę (pudding basin).
Zgodnie z tradycją podawany z sosem na bazie brandy lub rumu i przyozdabiany gałązką ostrokrzewu. Przy serwowaniu często polewany rumem (lub innym alkoholem) i podpalany.